# 官女子
官女子，又稱宮女子，是一個在清代中具有多重含義的稱呼，既可指宮女，還可指為皇子侍妾，甚至是受到降位處分的嬪妃，以及內務府包衣中的年輕女性。

## 含義

### 宮女
官女子是其中一種類別的宮中女僕，主要負責照顧后妃等主位的日常起居，宮中的女僕主要由官女子、家下女子、使女這三種年齡較輕的未婚女子，以及媽媽里、嫫嫫、姥姥這三種年齡較長的女性組成的。據統計，官女子在雍正八年約佔宮中女僕總數的 41.9%，乾隆二十六年約佔總數的54.8%-59% ，嘉慶四年約佔總數的 69%，而咸豐三年則約佔總數的73.1%，可見宮中女僕的主體是官女子。
除此之外，宮內曾有「學規矩官女子」，例如嘉慶十一年，儲秀宮學規矩官女子三妞，以及翊坤宮學規矩官女子八妞退出宮。
作為宮女的官女子有數種出路。第一種出路是成為妃嬪，例如道光十四年，鐘粹宮官女子三妞被封為佳常在，即是日後的佳貴妃郭佳氏。第二種出路是被賞給大臣為妻妾，或被賞給皇族為侍妾。第三種出路是出宮，有分年滿出宮和提早出宮，提早出宮的常見原因包括因笨出宮、因病出宮、因殘疾出宮等，也有可能因服侍的主位被貶位而被裁出宮。然而，極少部分出宮的宮女仍有機會回宮侍奉，例如道光十二年七月，儲秀宮官女子六妞因患病而出宮，被允許痊愈後可回宮侍奉；光緒十七年九月，儲秀宮慈禧太后位下的官女子二妞因病出宮，同年十月，二妞病好後回儲秀宮當差。
少數官女子在宮內死亡，例如璹嬪位下官女子素燕正常病故，亦有部分宮女非自然死亡，例如承乾宮官女子二妞自縊身故、壽頭所瑜妃位下官女子大妞跳入吉祥缸自盡、永和宮瑾妃位下官女子大妞失足落水身故、鐘粹宮皇后位下官女子大妞失足落井身故、儲秀宮官女子大妞失足落河身故等。此外，部分涉及謀殺，包括被後宮主位、其他宮女毆斃等。

### 皇子的低級侍妾
官女子也是對皇子低級侍妾的一種稱呼，例如乾隆帝即位前有幾名官女子遇喜。阿哥等年至十二歲，即可有官女子服侍。嘉慶二十年的一道諭旨稱：「嗣後阿哥等年至十二歲，每月賞月銀一百兩。至阿哥下進官女子時，每月賞月銀三百兩。娶福晉後，每月賞月銀五百兩。」光緒五年，慈禧太后將一名官女子顏扎氏賞給醇親王奕譞，這名官女子於光緒七年十一月病故，被追封為側福晉。光緒十年，慈禧太后將正白旗拜唐阿德純之女長春宮下官女子大妞賞予奕譞為官女子。光緒十二年，慈禧太后再將一名官女子賞給奕譞。
在稱呼方面，道光帝長子奕緯的侍妾就曾被稱為「二官女子」、「三官女子」。她們具有主位的身份，位下具有一些侍奉人員 ，例如道光二十九年十月，四阿哥奕詝下官女子新進家下女子一名。除此之外，乾隆帝曾頒布諭旨，強調宮中要嚴格尊卑 ，即使是總管太監一類的高級宦官，也要向作為皇子家眷的官女子跪拜。如果這些官女子生育子嗣，更有可能晉封為側福晉，例如嘉慶十三年，二阿哥綿寧之官女子那拉氏慶育皇孫，著加恩封為側福晉。然而，部分官女子能在無生育的情況下晉為側福晉，例如道光二十九年九月，鑲黃旗披甲人五得之女四妞被賞給四阿哥奕詝為官女子，至道光三十年正月時已經由官女子晉為側福晉，並在咸豐帝登極後封為雲貴人。

### 受降級處分的妃嬪
作為宮女的官女子可以晉封為妃嬪，妃嬪也可以被降為官女子，目前僅發現三例。
道光十二年四月初三日，睦答應被降為官女子，同年四月初五日，睦官女子落水身故，被送到六道口埋葬。
道光十五年二月十四日，劉答應被降為官女子。劉官女子的吃穿用度與作為宮女的官女子相同，但依然保持作為主位的一些待遇，可以保留在身邊服侍的宮女一人。此外，劉官女子門上尚有幾名太監應差，太監高雙祿及「本家服侍之人」王明在劉官女子處每日輪流看伺，夜間坐更，曾有太監「請轎赴惠郡王園子當差，回來因大雪將靴子濕透，就到劉官女子屋內將地踩濕」。
咸豐五年六月十七日，玟常在因凌虐使女，並且與太監孫來福任意談笑，而被咸豐帝褫革位份，從重懲處，降為官女子。徐官女子搬入基化門居住，基化門指的是基化門一側由五間排房形成的小院子，此處在道光年間曾作為七阿哥奕譞出喜痘的隔離居所。

### 內務府包衣中的年輕女子
乾隆年間，正黃旗魏赫德管領下已故護軍觀音保的兩個女兒，十一歲的大妞和九歲的二妞曾入宮應選宮女，但是被撂牌子，後來因為生活困難，她們的繼父關福經人說合，將大妞賣給民人史天璐為婢，一年後又將二妞賣給候選知州張德履為妾。關福曾說明她們是旗下女子，身屬官女子，劉氏在探望女兒時，亦向主家說明女兒的官女子身份。